# Павел Цицијанов
Павел Дмитријевич Цицијанов (рус.: Павел Дмитриевич Цицианов) (19. септембар 1754 — 20. фебруар 1806) је био истакнути генерал Империјалне руске војске. Он је био одговоран за освајање великих делова Персијске кавкаске територије за време Руско-Персијског рата 1804-1813, од 1802. до 1806. године а био је и врховни командант Русије на Кавказу.

## Породица и каријера
Цитијанов је рођен у племенитој грузијској породици од оца Димитрија Павлеса Цицијанова и његове супруге Елизабет Багратион-Давиташвили. Његов деда, Пата, преселио се у Русију почетком 1700-их као део групе грузијских емиграната у пратњи прогнаног грузијског монарха Вахтанга VI. Цицијанов је имао млађег брата, Михаила Дмитријевича Цицијанова, сенатора руског царства.
Цицијанов је каријеру започео у елитном Преображенском пуку Империјалне гарде (Русија) 1772. године. Године 1786. именован је пуковником гренадијског пука и управо је у том својству започео своју каријеру током руско-турског рата (1787–1792) под Катарином Великом. У поменутом рату борио се на Котину, на реци Салчеи, на Исмаилу и Бендеру.
Године 1796. царица је хтела да казни Персијанце за инвазију на Грузију, шаљући Цицијанова као део Персијске експедиције 1796. под командом грофа Валеријана Зубова. Након мешаних резултата мисије, као и смрти царице и каснијих нереда везаних за владавину цара Павла Првог, Цицијанов се привремено повукао из службе, али се вратио на посао након устоличења Александра Првог.

## Нереди у Грузији и на Кавказу
Године 1802. Цицијанов је именован за генералног гувернера новопридружене Грузије, где је његова владавина била обележена бескомпромисно агресивном политиком према локалним становништвом, укључујући прогон преосталих чланова бивше владајуће династије Грузије у Русију. Успешно је извршавао врло важне пројекте, као што су модернизација грузијског војног пута и вођење руских војски до успеха у раним фазама предстојећег руско-иранског рата 1804-1813. Цицијановљево име се обично изговарало као "Сисианов" или "Зизианов" на перзијском; међутим, његова титула, "инспектор", проглашена је за "Ispokhdor" на азербејџанском и турском језику. Већина Иранаца га је назвала овим именом. Тако се дословно преводи као "његов рад је срање / он чији је посао срање". Као што каже проф. Стефани Кронин, Цицијанов је предводио нови круг бруталне војне агресије, што је изазвало руско-персијски рат 1804-1813. Имао је снажна негативна осећања према муслиманима уопште и "Персијанцима" посебно, тј. имао је презира на све што се односило на Иран. Пример тактике и става приказан је у освајању Гање почетком 1804. године. Као што је додао Кронин, Цицијановљево освајање Гање, која је смањила град на рушевине и резултирала убиством његовог гувернера, Јавада Кана, његовог сина и многих градских бранитеља и цивилног становништва, није ништа мање брутално и убојито од Аге Мухамада у Крцанијској бици 1795.
Иако су многи замерали његовој политици, Цицијановљева владавина донела је неке од преко потребних стабилности за Грузијце, посебно у смислу задржавања раније раширених упада и пљачке лезгијских планинара. Када је један од његових генерала убијен у борби са лезгијанцима, његов бес није знао границе и написао љутито писмо султану Елису: "Бесрамни султану са душом персијанца - ви се и даље усуђујете да ми пишете! Имате душу пса и разумевање дупета, а ипак мислиш да ме превариш својим префињеним фразама. Знај да док не постанеш лојални вазал мог цара, само ћу да оперем чизме у твојој крви ": По налогу цара Александра I, касније је водио руску војску у нови руско-персијски рат. У лето 1804. он је напредовао против персијских снага у персијској Јерменији и борио се у Гјумрију, Ечмијадзину, на реци Занг, као и у опсади Јеревана.

## Смрт и митови
Године 1806. одјахао је до зидина Бакуа, са карактеристичном храброшћу, да учествује у церемонији пребацивања града у руску владавину након успешне опсаде. Када је генерал намеравао да добије кључеве од града, војници лојални кану из Бакуа неочекивано су пуцали у њега и његовог колегу грузијског помоћника Елисбара Еристова, са одсеченом главом и обе руке. Трећи члан побегао је како би избегао смрт. Његова глава је послата у Фат Али Шах Кајару у Техеран.
1806. године је Мирза Мохамед Акари, учитељ Акари школе у Техерану, наводно обећао Фат-Али Шах Кајару да ће да осигура смрт Цицијанова надтприродним средствима. Повлачећи се на период од четрдесет дана у светиште у Шах-Абдол-Азиму, почео је да се бави одређеним чаробним праксама, као што су одсечење глава воштаних фигура које су представљале Цицијанова. Након што је генерал заправо убијен, његова одрубљена глава (или, према неким наводима, рука) је стигла у Техеран непосредно пре четрдесет дана. Будући да се Фат -Али Шах бојао да би се натприродне моћи Мирзе могле окренути против њега, он га је прогнао у арапски Ирак.